# لويز ويتفيلد كارنغي
لويز ويتفيلد كارنغي (بالإنجليزية: Louise Whitfield Carnegie)‏ هي فاعلة خير أمريكية، ولدت في 7 مارس 1857 في نيويورك في الولايات المتحدة، وتوفيت في 24 يونيو 1946.